# ماركوس إيزلي
ماركوس إيزلي (بالإنجليزية: Marcus Easley)‏ هو لاعب كرة قدم أمريكية أمريكي، ولد في 2 نوفمبر 1987 في Stratford, Connecticut ‏ في الولايات المتحدة.

## وصلات خارجية
- ماركوس إيزلي على موقع مرجع كرة القدم المحترفة.كوم (الإنجليزية)